# Anuraeopsis miracleae
Anuraeopsis miracleae är en hjuldjursart som beskrevs av Koste 1991. Anuraeopsis miracleae ingår i släktet Anuraeopsis och familjen Brachionidae. Inga underarter finns listade i Catalogue of Life.